# Carlo Alessandro Conighi
Carlo Alessandro Conighi (Trieste, 26 febbraio 1853 – Udine, 5 agosto 1950) è stato un ingegnere italiano.

## Biografia

### Gioventù
Conighi nacque a Trieste nel 1853. Fu un ingegnere civile e stradale e costruì molti edifici di Fiume e di Abbazia (oggi in Croazia).

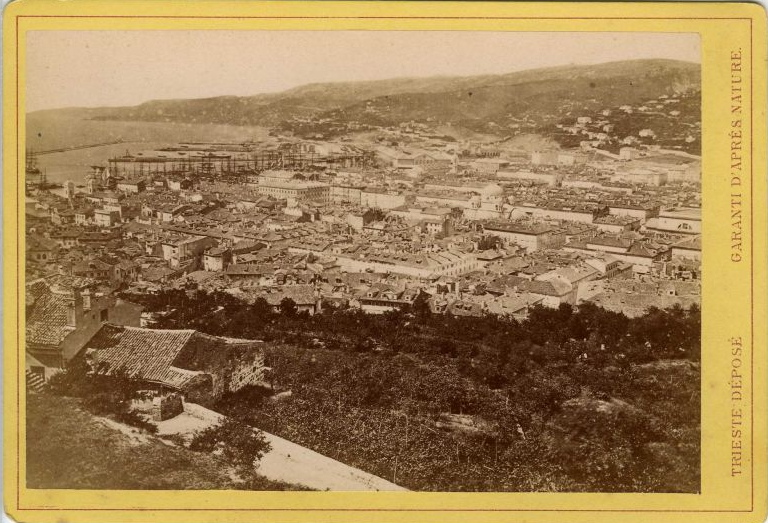
Trieste prima del 1891. Fotografia Wulz, Giuseppe (1868-1918)

 Nel 1950 fu definito Il nonno degli esuli dai giornali dell'esodo istriano, fiumano e dalmata. Egli aveva origini toscane, friulane - da Gradisca Imperiale - e venete. Gli avi Conighi, dal Seicento, erano stimati tintori di seta, nativi della Val di Zoldo, provincia di Belluno (nella Repubblica di Venezia), trasferitisi poi in territorio asburgico, a Gradisca, per lavoro.
L'ingegnere Carlo Alessandro Conighi era figlio di Carlo Eugenio (1818-1894), assicuratore, e di Teresa Buffetti, originaria di Pistoia. Compì gli studi al liceo di Trieste, a Graz e a Monaco, presso la "Koeniglich Bayerische Polytechnische Schule in München" (Regia Scuola Bavarese Politecnica), diplomandosi ingegnere nel 1875. Lavorò poi a Trieste, divenendo impresario edile; sue sono le "palestre ginnastiche di Via della Valle"; successivamente costruì alcuni palazzi e ville.

### Costruttore a Fiume
Fu a Fiume (oggi Croazia), nel 1883, per lavoro e, assieme ad Icilio Bacci, fondò il “Circolo letterario”, che curò la creazione di varie biblioteche popolari. Nel 1884, si trasferì definitivamente da Trieste a Fiume, avendo vinto l'appalto per costruire il Palazzo del Governo Marittimo, su progetto dell'architetto ungherese Alajos Hauszmann (1847-1926). Il 4 settembre 1880 l'ingegnere Carlo Alessandro Conighi sposò Elisa Ambonetti, che gli diede cinque figli: Maria Regina (Trieste 1881-Udine 1955), Carlo Leopoldo (Trieste 1884-Udine 1972), Silvia (Fiume 1888-1892), Giorgio Alessandro (Fiume 1892-Trento 1977) e Cesare Augusto (Fiume 1895-Roma 1957).
L'ingegnere Conighi era già nel 1880 a Fiume, quando lavorò assieme a Nikolaki de Nikolaides alla casa Turca, completata nel 1906. Tra il 1899 e il 1902 la sua ditta di costruzioni costruisce case a Volosca, mentre tra il 1903 e il 1904 si occupa, coadiuvato dal figlio architetto Carlo Leopoldo di importanti costruzioni ad Abbazia. Della ditta Conighi è l'Hotel "Marina" costruito nel 1893 ad Abbazia. Assieme all'architetto Gyula Svab (1879-1938), laureatosi nel 1903 alla Università Tecnica di Budapest, l'ingegnere Conighi costruì le scuole a Turnić (Torretta), Fiume. 

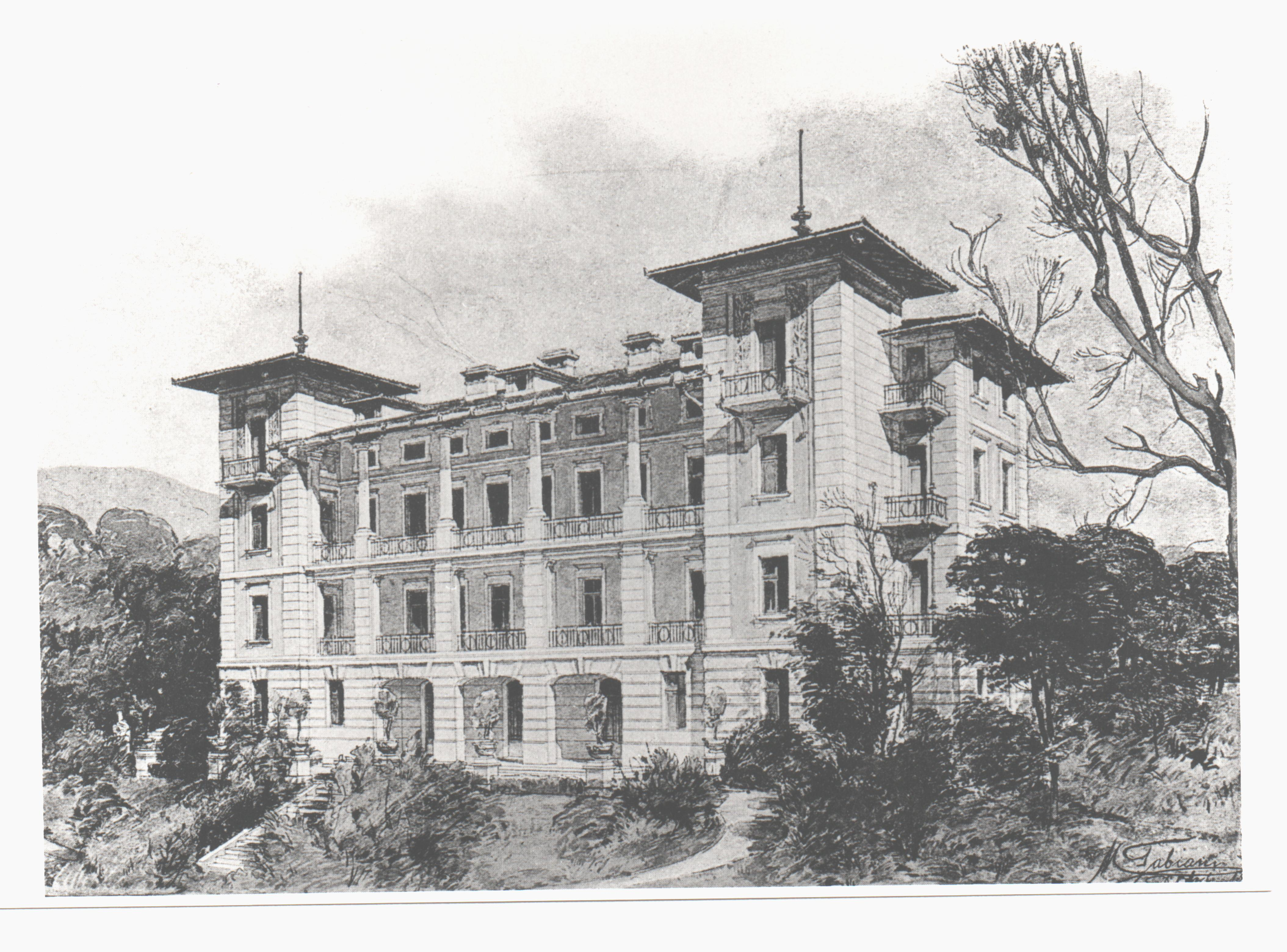
Das Kurhaus in Abbazia, Stabilimento terapeutico di Abbazia, impresa di costruzioni di Carlo Conighi, 1898

Nel 1903 la ditta dell'ingegnere Carlo Conighi esegue i lavori di costruzione della nuova sinagoga di Fiume, in stile neomoresco, su progetto degli architetti Wilhelm Stiassny, viennese (Bratislava 1842-Bad Ischl 1910) e Leopold Baumhorn, ungherese (Kisbér 1860 – 1932). La sinagoga grande fu distrutta nel 1944 da un incendio. Dal 1906 al 1912 il figlio Carlo Leopoldo fu “dirigente ai lavori” nella ditta di famiglia, per l'edificazione di diciassette case operaie nella stessa zona di Torretta, sobborgo di Fiume, su commissione della “Società anonima per la costruzione dei quartieri popolari”.
Secondo la signora Maria Rudan “nel 1908 fu costruita a Fiume la villa Rudan, su disegni dell'ingegnere Carlo Conighi".

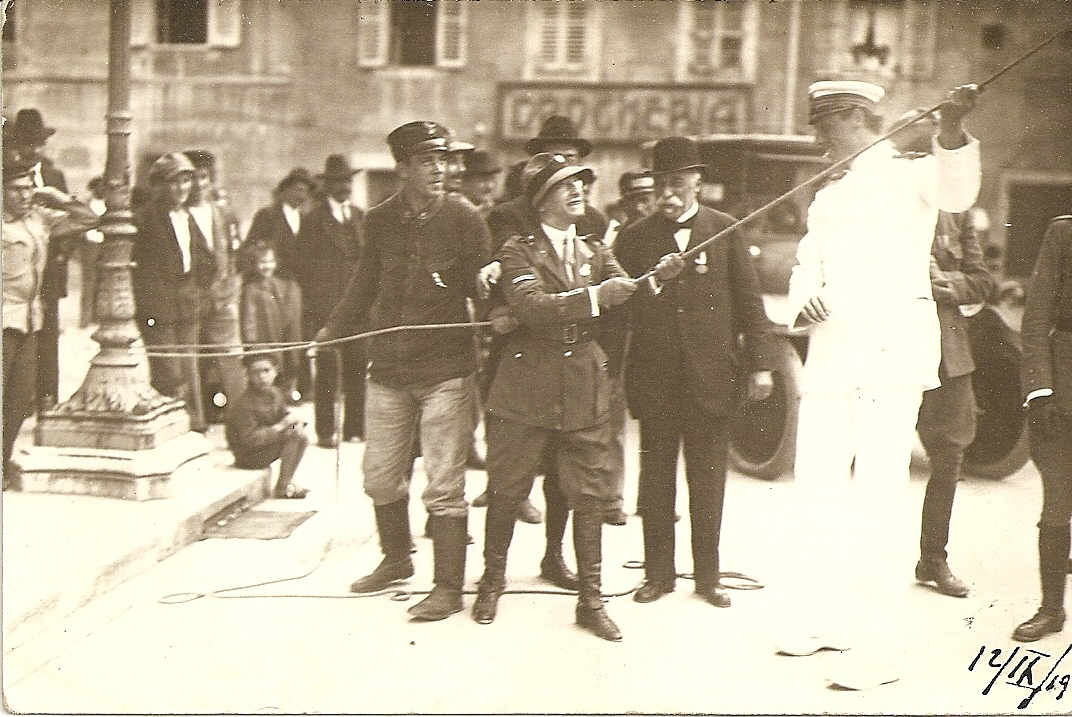
Fiume, D'Annunzio all'alza bandiera italiana, accanto all'ingegnere Carlo Alessandro Conighi, 12.09.1919

### L'amicizia con d'Annunzio e l'internamento in Ungheria
Nell'autunno 1907 fu a Fiume Gabriele D'Annunzio, per leggere "La nave", una tragedia di fatti di mare e Carlo Conighi, per primo, lo accolse a teatro con applausi e grandi dimostrazioni di simpatia. Nel 1908 progettò a Fiume una casa per Hans Dettelbach, di Graz, oltre alla Casa di amministrazione dell'Oleificio Ungherese. Suoi sono i disegni di Casa Rosa Firmi, del 1909. Sempre nel 1909 Carlo Conighi firmò casa Penso e casa La Bella Ebrea, quest'ultima con Silic poi, nel 1910, è la volta di villa Bartolomei e di casa Schiucca-Matcovich. Alla sua azienda - che aveva la seguente intestazione: “Carlo ing. Conighi, Impresa di costruzioni, Fiume – Abbazia” - si deve la costruzione, avvenuta nel 1890, del palazzo della Società Filarmonico-Drammatica, su progetto dell'architetto Giacomo Zammattio. L'articolista gli attribuisce molte altre costruzioni come la prefettura, il tempio israelitico, il gruppo di case operaie alla Torretta, il palazzo della Banca d'Italia a Fiume, la casa Smaich, la casa Rauschel al Corso, le scuole di Via XXX Ottobre e quelle statali alla Torretta. Alla sua genialità sono dovute le più sfarzose ville della riviera degli anni trenta, come la villa Rosalia, la villa Adria, la villa Nettuno, le ville barone Ransonnett, Smith, Harey, Frappart, Portheim, Janet, Italia, oltre all'Hotel Bellevue e al Sanatorio Szegoe. La sinagoga, di “aspetto orientaleggiante”, opera del 1902, fu fatta saltare in aria nel 1944, in un attentato antisemita.
Nel 1915, essendo presidente della Camera di Commercio e Industria di Fiume, l'ingegner Conighi fu costretto a dimettersi dall'autorità austro-ungarica e fu inviato nel campo di internamento di Kiskunhalas, nella landa ungherese.

Fiume accoglie D'Annunzio

### Rettore del Governo provvisorio di Fiume
Liberato il 1º agosto 1918, fece ritorno a Fiume e, a fianco di Antonio Grossich, lottò per l'annessione all'Italia. Dopo la marcia di Ronchi (12 settembre 1919), che portò all'impresa di Fiume fu uno dei consiglieri di D'Annunzio, durante la Reggenza del Carnaro. Garante della sovranità italiana di Fiume era Gabriele D'Annunzio. Dopo il 21 ottobre 1919 il Consiglio Nazionale italiano di Fiume si sciolse; fu instaurato un sistema monopartitico organizzato nel Partito Unione nazionale, a capo della quale fu posto Carlo Conighi.
Il 30 ottobre 1919 l'ingegner Conighi lesse l'ordine del giorno alla “rappresentanza comunale di Fiume, che dopo le elezioni esercita anche i poteri del Consiglio Nazionale”. Poco dopo chiese la parola D'Annunzio, per pronunciare un breve discorso.
Alla data del 1º gennaio 1921, Conighi risulta presidente del Consiglio Nazionale di Fiume.
Il 3 febbraio 1921, Conighi divenne il rettore senza portafoglio del Governo provvisorio di Fiume. Il 13 marzo 1922 Attilio Prodam, nella veste di presidente del Comitato di difesa nazionale di Fiume, nominò l'ingegnere Carlo Conighi a commissario straordinario presso la Camera di commercio e industria di Fiume. La regina Elena del Montenegro, reggente del Montenegro, il 6 giugno 1922 conferì all'ingegnere Carlo Conighi la carica di commendatore dell'Ordine del Principe Danilo I, istituito per l'indipendenza del Montenegro.
Successivamente all'annessione italiana di Fiume, datata 27 gennaio 1924, egli ricoprì varie cariche amministrative e politiche: vicesindaco, vicepresidente della provincia del Carnaro, presidente della Cassa Distrettuale Ammalati e, per qualche tempo, fu commissario prefettizio alle Corporazioni Industria e Commercio.
Nella sua Fiume fu pure presidente del Club Alpino Fiumano, del Circolo letterario, della Società Dante Alighieri, della Lega nazionale, del Circolo patriottico e della Società dei concerti. Negli anni trenta fu nominato Gran ufficiale della Corona d'Italia, motu proprio del re.
Nel 1928 l'ingegner Conighi, assieme al socio ebreo Giulio Grünwald, progettò a Fiume la raffineria di benzina e i depositi di petrolio, ma l'azienda di famiglia non si riprese dal tracollo economico causato dalla Grande guerra. Nel 1940 ebbe l'occasione di celebrare le sue nozze di diamante con sua moglie Elisa Ambonetti.

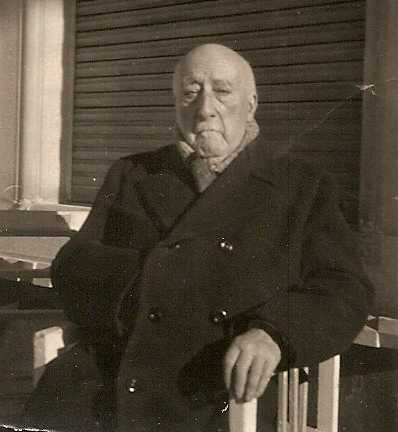
Carlo Alessandro Conighi, 1949

### L'esilio a Udine
L'occupazione jugoslava del 3 maggio 1945 lo costrinse all'esilio, come fu per molti fiumani, istriani e dalmati. Nel settembre 1946 dette l'addio alla propria casa di Fiume e partì per Udine, dove visse fino al 5 agosto 1950, quando morì esule. Durante i funerali, che si tennero a Udine la sua bara fu avvolta nella bandiera con i colori della sua città: l'azzurro, il giallo e il violetto.

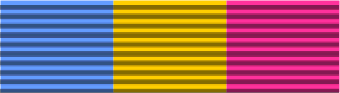
I colori di Fiume

## Collegamenti esterni

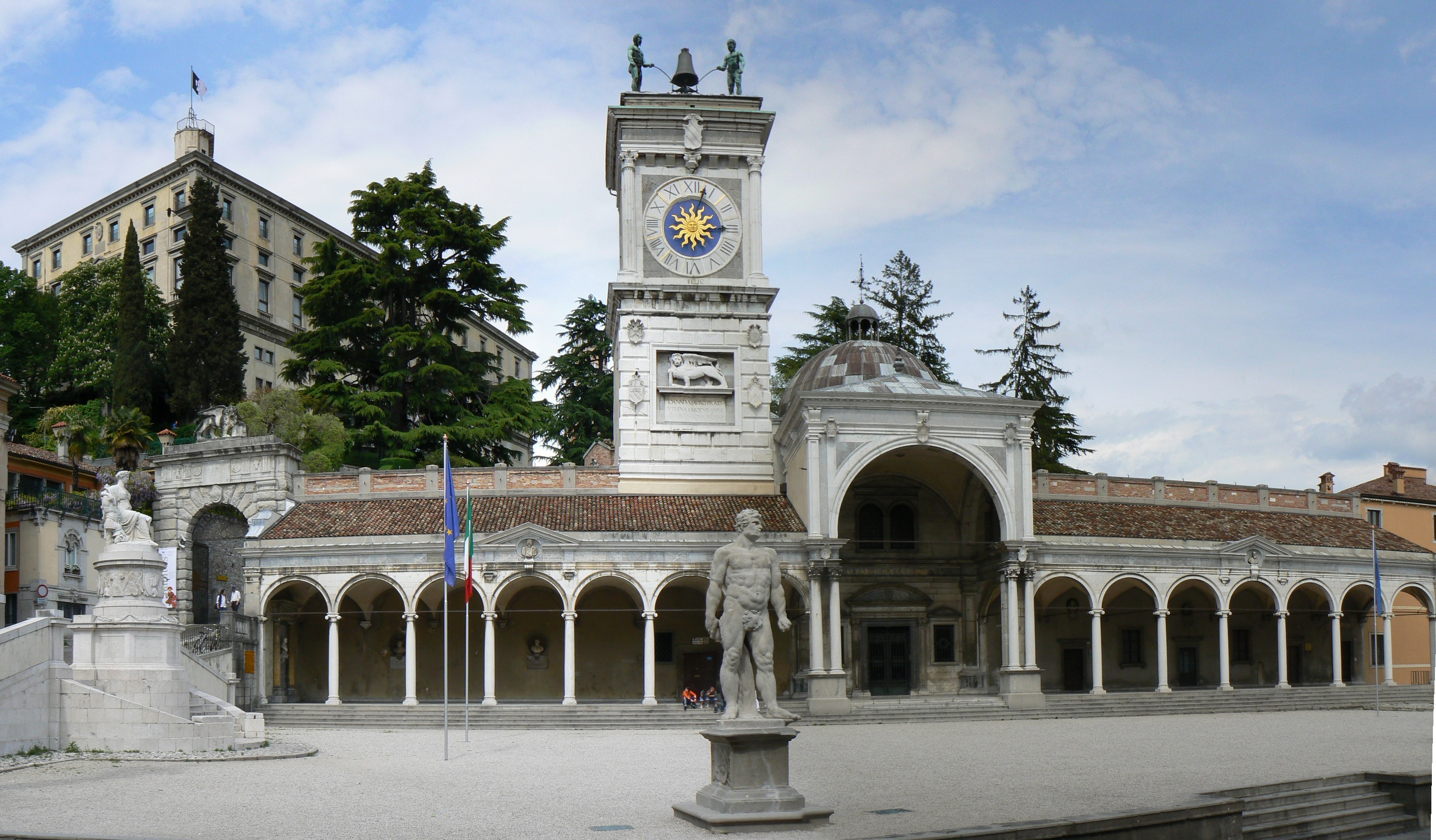
Piazza Libertà, Udine